# Bataille de Birak (2017)
Pour les articles homonymes, voir Bataille de Birak.
Deuxième guerre civile libyenne
Batailles
- Benghazi (2014)
- Aéroport de Tripoli (en)
- Benghazi (2014–17)
- Oubari
- Kikla
- Derna (2015–16)
- Zliten
- Croissant pétrolier (janv. 2016)
- Syrte (2016)
- Croissant pétrolier (sept. 2016)
- Croissant pétrolier (2017)
- Birak (2017)
- Derna (2018–19)
- Croissant pétrolier (2018)
- Tripoli (2018)
- Fezzan
- Tripoli (2019–20)
- Syrte (2020)
- Tripolitaine orientale (2020)

La bataille de Birak se déroule le 18 mai 2017, lors de la deuxième guerre civile libyenne.

## Prélude
Le 2 mai 2017, Fayez el-Sarraj, le dirigeant du  Gouvernement d'union nationale (GNA), et Khalifa Haftar, le chef des forces armées du Gouvernement de Tobrouk, se rencontrent à Abou Dhabi. Les deux belligérants annoncent la publication prochaine d'un communiqué sur un accord. 
Après cette rencontre, les forces du maréchal Haftar suspendent leur offensive dans le Sud libyen. Depuis fin 2016, l'Armée nationale libyenne (ANL) s'affronte dans le sud de la Libye. Fin 2016 également, l'ANL avait pris la base militaire de Birak aux miliciens de la Troisième Force et l'utilisait depuis pour bombarder leurs combattants dans d'autres secteurs,.

## Déroulement
Cependant, le 18 mai 2017, une attaque est lancée contre la base militaire de Birak par deux groupes armés : la 3e Force, une des milices de Misrata, officiellement ralliée au Gouvernement d'union nationale, et les Brigades de défense de Benghazi,,,. La base est alors tenue par le 12e bataillon de l'Armée nationale libyenne (ANL), mais elle n'est occupée que par environ 200 hommes, dont une cinquantaine de cadets sortis récemment de l’école militaire et des civils. Le Gouvernement de Tobrouk commémore alors le début de l'Opération Dignité, lancé trois ans plus tôt, et certains soldats sont absents de la base. Selon les déclarations du porte-parole de l'ANL, Ahmad al-Mesmari, les soldats revenaient d'un défilé dans l'est de la Libye et la plupart d'entre-eux n'étaient pas armés au moment de l'attaque,.
La Troisième Force prend le contrôle de la base, détruit ses infrastructures, puis se retire au bout de cinq ou six heures.

## Réactions
Le jour même de l'attaque, le Gouvernement d'union nationale (GNA) et le ministère de la Défense annoncent qu'ils condamnent l'attaque de Birak et qu'ils n'avaient donné aucun ordre pour mener une telle offensive,. 
La Troisième Force déclare pour sa part avoir lancé l'attaque pour empêcher une offensive de l'ANL contre la base de Tamenhant, alors sous son contrôle. Elle affirme avoir averti le ministère de la Défense.
Le soir du 19 mai, le GNA annonce mettre en place une commission d'enquête et décide de suspendre le ministre de la Défense, al-Mahdi al-Barghathi, et le commandant de la Troisième Force « jusqu'à ce que soient identifiés les responsables ». Cependant, le GNA n'a pas de réel contrôle sur les milices locales. 

## Les pertes
Le soir du 19 mai, Ahmad al-Mesmari, le porte-parole de l'Armée nationale libyenne, annonce que l'attaque a fait 141 morts, ainsi que plusieurs blessés et disparus. La plupart des victimes sont des combattants de l'ANL, mais des civils qui travaillaient sur la base ou qui se trouvaient aux alentours figurent également parmi les tués. Selon Le Monde, le bilan de l'ANL est corroboré par des sources indépendantes. L'ANL affirme que plusieurs de ses soldats ont été exécutés et l'ONU fait également état d'« informations sur des exécutions sommaires ». Certaines des victimes auraient été égorgées. Martin Kobler, le représentant de la Mission d'appui des Nations unies en Libye (MINUL), parle même de crime contre l'humanité. 
Human Rights Watch affirme pour sa part que d'après un responsable de l'hôpital de Birak, 75 corps ont été réceptionnés, dont ceux de 30 soldats. Human Rights Watch fait également état d'exécutions sommaires et cite le témoignage d'un soldat du 12e bataillon : « Ils sont entrés par surprise par l’entrée principale, vers 9h30, en ouvrant le feu. J’ai vu les assaillants attraper neuf de mes camarades, qui avaient fui en même temps que moi. Ils les ont désarmés, alignés, et fait s’agenouiller. Ils les ont mitraillés et, une fois par terre, ils leur ont tiré une balle à chacun dans la tête ». Selon l'hôpital de Birak, les corps de cinq soldats sur les trente recueillis étaient ligotés.
De son côté RFI indique que d'après des témoignages de Libyens ayant pu se rendre à l'hôpital de Birak, une quarantaine de corps avaient la gorge tranchée ou un trou dans la tête. RFI évoque également la mort d'une dizaine de civils : des conducteurs de camions venus pour ravitailler la base aérienne en prévision du Ramadan. En août, RFI affirme ensuite que le nombre de soldats d'ANL ayant été exécutés après été faits prisonniers est de 72.

## Suites
Le 25 mai, les forces pro-Haftar contre-attaquent et s'emparent sans rencontrer de résistance de la base de Tamenhant, près de la ville de Sebha, qui est abandonnée par les combattants de la Troisième Force,.